# سیارک ۷۳۳۳
سیارک ۷۳۳۳ (به انگلیسی: 7333 Bec-Borsenberger، نامگذاری:1987SM4) هفت هزار و سیصد و سی و سومین سیارک کشف شده‌است که در ۲۹ سپتامبر ۱۹۸۷ کشف شد.
قدر مطلق سیارک برابر ۱۳٫۲۰ است.